# 서경 73도
서경 73도(西經73度)는 본초 자오선에서 서쪽으로 73도 떨어진 경선이다. 북극점에서 시작하여 북극해, 그린란드, 북아메리카, 대서양, 남아메리카, 태평양, 남극해, 남극을 거쳐 남극점에 이른다.
서경 73도는 동경 107도와 이어져 지구의 둘레를 이룬다.

## 지나가는 지역
북극점에서 남극점까지 서경 73도선은 다음 지역을 지나간다.
| 좌표                                                  | 나라, 지역, 해역 | 주석 |
| ----------------------------------------------------- | ---------------- | --- |
| 북위 90° 0′ 서경 73° 0′  / 북위 90.000° 서경 73.000°  | 북극해           | |
| 북위 83° 4′ 서경 73° 0′  / 북위 83.067° 서경 73.000°  | 캐나다           | 누나부트 준주 – 엘즈미어섬 |
| 북위 79° 45′ 서경 73° 0′  / 북위 79.750° 서경 73.000° | 네어스 해협      | |
| 북위 78° 11′ 서경 73° 0′  / 북위 78.183° 서경 73.000° | 그린란드         | 서덜랜드섬 |
| 북위 78° 9′ 서경 73° 0′  / 북위 78.150° 서경 73.000°  | 배핀만           | 그린란드 하클루이트섬(북위 77° 26′ 서경 72° 48′  / 북위 77.433° 서경 72.800° ) 바로 서쪽을 지나감 그린란드 케이리 제도(북위 76° 42′ 서경 72° 48′  / 북위 76.700° 서경 72.800° )를 통과함        |
| 북위 71° 26′ 서경 73° 0′  / 북위 71.433° 서경 73.000° | 캐나다           | 누나부트 준주 – 덱스터리티섬, 애덤스섬, 배핀섬 |
| 북위 68° 13′ 서경 73° 0′  / 북위 68.217° 서경 73.000° | Foxe Basin       | |
| 북위 66° 43′ 서경 73° 0′  / 북위 66.717° 서경 73.000° | 캐나다           | 누나부트 준주 – 배핀섬 |
| 북위 64° 5′ 서경 73° 0′  / 북위 64.083° 서경 73.000°  | 허드슨 해협      | |
| 북위 62° 11′ 서경 73° 0′  / 북위 62.183° 서경 73.000° | 캐나다           | 퀘벡주 |
| 북위 45° 1′ 서경 73° 0′  / 북위 45.017° 서경 73.000°  | 미국             | 버몬트주 매사추세츠주 – 북위 42° 44′ 서경 73° 0′  / 북위 42.733° 서경 73.000° 부터 코네티컷주 – 북위 42° 2′ 서경 73° 0′  / 북위 42.033° 서경 73.000° 부터                                       |
| 북위 41° 13′ 서경 73° 0′  / 북위 41.217° 서경 73.000° | 롱아일랜드 해협  | |
| 북위 40° 58′ 서경 73° 0′  / 북위 40.967° 서경 73.000° | 미국             | 뉴욕주 – 롱아일랜드 |
| 북위 40° 41′ 서경 73° 0′  / 북위 40.683° 서경 73.000° | 대서양           | |
| 북위 22° 25′ 서경 73° 0′  / 북위 22.417° 서경 73.000° | 바하마           | 마야과나섬 |
| 북위 22° 22′ 서경 73° 0′  / 북위 22.367° 서경 73.000° | 대서양           | |
| 북위 21° 33′ 서경 73° 0′  / 북위 21.550° 서경 73.000° | 바하마           | 이나과섬 |
| 북위 21° 27′ 서경 73° 0′  / 북위 21.450° 서경 73.000° | 대서양           | 이나과, 바하마 이나과섬(북위 21° 18′ 서경 73° 0′  / 북위 21.300° 서경 73.000° ) 바로 동쪽을 지나감 아이티 토르투가섬(북위 20° 3′ 서경 72° 58′  / 북위 20.050° 서경 72.967° ) 바로 서쪽을 지나감 |
| 북위 19° 55′ 서경 73° 0′  / 북위 19.917° 서경 73.000° | 아이티           | 히스파니올라섬 |
| 북위 19° 36′ 서경 73° 0′  / 북위 19.600° 서경 73.000° | 카리브해         | 고나브만 |
| 북위 18° 54′ 서경 73° 0′  / 북위 18.900° 서경 73.000° | 아이티           | 고나브섬 |
| 북위 18° 45′ 서경 73° 0′  / 북위 18.750° 서경 73.000° | 카리브해         | 고나브만 |
| 북위 18° 28′ 서경 73° 0′  / 북위 18.467° 서경 73.000° | 아이티           | 히스파니올라섬 티뷔롱반도 |
| 북위 18° 11′ 서경 73° 0′  / 북위 18.183° 서경 73.000° | 카리브해         | |
| 북위 11° 30′ 서경 73° 0′  / 북위 11.500° 서경 73.000° | 콜롬비아         | |
| 북위 9° 46′ 서경 73° 0′  / 북위 9.767° 서경 73.000°   | 베네수엘라       | |
| 북위 9° 17′ 서경 73° 0′  / 북위 9.283° 서경 73.000°   | 콜롬비아         | |
| 남위 2° 23′ 서경 73° 0′  / 남위 2.383° 서경 73.000°   | 페루             | |
| 남위 5° 44′ 서경 73° 0′  / 남위 5.733° 서경 73.000°   | 브라질           | 아마조나스주 아크리주 – 남위 7° 28′ 서경 73° 0′  / 남위 7.467° 서경 73.000° 부터 |
| 남위 8° 56′ 서경 73° 0′  / 남위 8.933° 서경 73.000°   | 페루             | |
| 남위 9° 10′ 서경 73° 0′  / 남위 9.167° 서경 73.000°   | 브라질           | 에이커 |
| 남위 9° 25′ 서경 73° 0′  / 남위 9.417° 서경 73.000°   | 페루             | |
| 남위 16° 31′ 서경 73° 0′  / 남위 16.517° 서경 73.000° | 태평양           | |
| 남위 36° 44′ 서경 73° 0′  / 남위 36.733° 서경 73.000° | 칠레             | 콘셉시온 바로 동쪽을 통과함 |
| 남위 41° 30′ 서경 73° 0′  / 남위 41.500° 서경 73.000° | 안쿠드만         | |
| 남위 42° 15′ 서경 73° 0′  / 남위 42.250° 서경 73.000° | 코르코바도만     | |
| 남위 43° 17′ 서경 73° 0′  / 남위 43.283° 서경 73.000° | 칠레             | 본토, 막달레나섬, 본토 |
| 남위 49° 1′ 서경 73° 0′  / 남위 49.017° 서경 73.000°  | 아르헨티나       | |
| 남위 50° 46′ 서경 73° 0′  / 남위 50.767° 서경 73.000° | 칠레             | 본토, 리에스코섬, 산타이네스섬 |
| 남위 54° 5′ 서경 73° 0′  / 남위 54.083° 서경 73.000°  | 태평양           | |
| 남위 54° 28′ 서경 73° 0′  / 남위 54.467° 서경 73.000° | 칠레             | 노이르섬 |
| 남위 54° 29′ 서경 73° 0′  / 남위 54.483° 서경 73.000° | 태평양           | |
| 남위 60° 0′ 서경 73° 0′  / 남위 60.000° 서경 73.000°  | 남극해           | |
| 남위 69° 40′ 서경 73° 0′  / 남위 69.667° 서경 73.000° | 남극             | 알렉산더섬과 본토 – 아르헨티나, 칠레, 영국이 영유권을 주장함. |

## 같이 보기
- 서경 72도
- 서경 74도